# Jacinto Hoyuelos
Jacinto Hoyuelos González (Matarrepudio, Cantabria, 11 de septiembre de 1914 - Ciempozuelos, Madrid, 19 de septiembre de 1936) fue un religioso perteneciente a la Orden Hospitalaria de San Juan de Dios, asesinado durante la guerra civil española y posteriormente beatificado.

## Biografía

### Primeros años
Jacinto Hoyuelos nació el 11 de septiembre de 1914 en la localidad cántabra de Matarrepudio, perteneciente al municipio de Valdeolea; hijo de Flaviano Hoyuelos y de Dalmacia González. Siendo bautizado el día después de su nacimiento, el 12 de septiembre.
El 19 de octubre de 1921, recibió el sacramento de la confirmación en la parroquia de Barruelo, en la provincia de Palencia; dos años después se le inscribió en el colegio de los Hermanos Maristas. A los nueve años se traslada con sus padres al pueblo palentino de Menaza, donde tuvo como maestro a Rufino Bruno, que continuó la labor comenzada por los Hermanos Maristas.
Desde joven compartía el pan de su pobreza con los pobres, recibiendo con frecuencia y alojando en su modesta casa a pobres y mendigos transeúntes. 

"Madre este pobre no tiene dónde dormir esta noche y no ha comido hay, recíbalo Vd. y que coma"
Palabras que decía a su madre tras recibir a un mendigo en su casa

A los 16 años, abandonó la casa familiar y se puso a trabajar en el campo como labrador.

### Vida religiosa

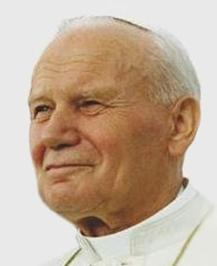
El Papa San Juan Pablo II beatificó a Fray Jacinto Hoyuelos en 1992

Por medio de su párroco, Eleuterio Calderón, que le orientó vocacionalmente; conoció la Orden Hospitalaria de San Juan de Dios e ingresó en ella. El 8 de septiembre de 1935 emitió los votos perpetuos de profesión religiosa en Palencia.
El 27 de enero de 1936, se trasladó al municipio madrileño de Ciempozuelos, donde era soldado de la quinta del 35 y se presentó en la zona militar de Getafe, donde estaban adscritos los Hermanos que realizaban el servicio militar. Posteriormente pasó a cumplir este servicio en la Clínica Militar de Ciempozuelos, donde eran asistidos los enfermos mentales militares.

### Ejecución y beatificación
El 7 de agosto de 1936, al inicio de la Guerra Civil, fue detenido por los milicianos; siendo reclamado y salvado in extremis por el Dr. Sloker, jefe de la clínica psiquiátrica donde estaba destinado, alegando que era soldado a sus órdenes. 
Apenas un mes después de su detención, es vuelto a hacer prisionero, el 18 de septiembre, por varios enfermeros milicianos, que le incitaron blasfemar, pero al no acceder, lo maltrataron y condenaron a ser fusilado. Fue llevado a las afueras de Ciempozuelos y en un puente le colocaron una soga al cuello y al caer, quedó estrangulado; posteriormente procedieron a disparar contra su cuerpo inerte.
El 17 de junio de 1937 se procedió a la exhumación de los restos mortales de Fray Jacinto Hoyuelos y su traslado al cementerio de los Hermanos de San Juan de Dios.
En 1991, pasado medio siglo desde su ejecución, se aprobó la causa de su martirio y el 25 de octubre de 1992 fue beatificado por el Papa  San Juan Pablo II, junto con otros 69 compañeros.